# Атамановское сельское поселение (Волгоградская область)
Атама́новское се́льское поселе́ние — муниципальное образование в Даниловском районе Волгоградской области.
Административный центр — хутор Атамановка.

## История
Атамановское сельское поселение образовано 22 декабря 2004 года в соответствии с Законом Волгоградской области № 1058-ОД.

## Население
| 2010 | 2012 | 2013 | 2014 | 2015 | 2016 | 2017 |
| ---- | ---- | ---- | ---- | ---- | ---- | ---- |
| 1002 | ↘983 | ↘956 | ↘937 | ↘910 | ↘905 | ↘884 |
| 2018 | 2019 | 2020 | 2021 |      |      |      |
| ↘877 | ↘850 | ↘827 | ↘813 |      |      |      |

## Состав сельского поселения
| № | Населённый пункт | Тип населённого пункта        | Население |
| - | ---------------- | ----------------------------- | --------- |
| 1 | Атамановка       | хутор, административный центр | 601       |
| 2 | Кувшинов         | хутор                         | 131       |
| 3 | Петруши          | хутор                         | 147       |
| 4 | Рогачи           | хутор                         | 123       |